# Protodendron repens
Protodendron repens är en korallart som först beskrevs av Thomson och Henderson 1906.  Protodendron repens ingår i släktet Protodendron och familjen läderkoraller. Inga underarter finns listade i Catalogue of Life.